# Maurice Baquet (trener)
Maurice Baquet (ur. 10 marca 1897 w Pont-l'Évêque, zm. 4 lipca 1965 w Villejuif) – francuski trener lekkoatletyczny, nauczyciel wychowania fizycznego. 

## Życiorys
Na początku lat 20. został oddelegowany do Francuskiej Misji Wojskowej w Polsce jako osoba odpowiedzialna za reorganizację sportu. Zawodowo pracowa jako nauczyciel języka francuskiego w liceum w Warszawie. Pełnił funkcję trenera kadry lekkoatletycznej Polski, w tym na trenerem polskiej kadry na Letnich Igrzyskach Olimpijskich 1924 w Paryżu. Potem uczył w Polskim Instytucie Wychowania Fizycznego. Był uznawany za znawcę lekkiej atletyki i gier oraz uważany za wzór trenera o znajomości etyki i wychowania.
Po trzech latach pracy Polsce został odwołany z Polski przez Szkołę Gimnastyki i Sportów w Joinville-le-Pont, z której był delegowany.